# Zentraltexas-Flut vom Oktober 1998

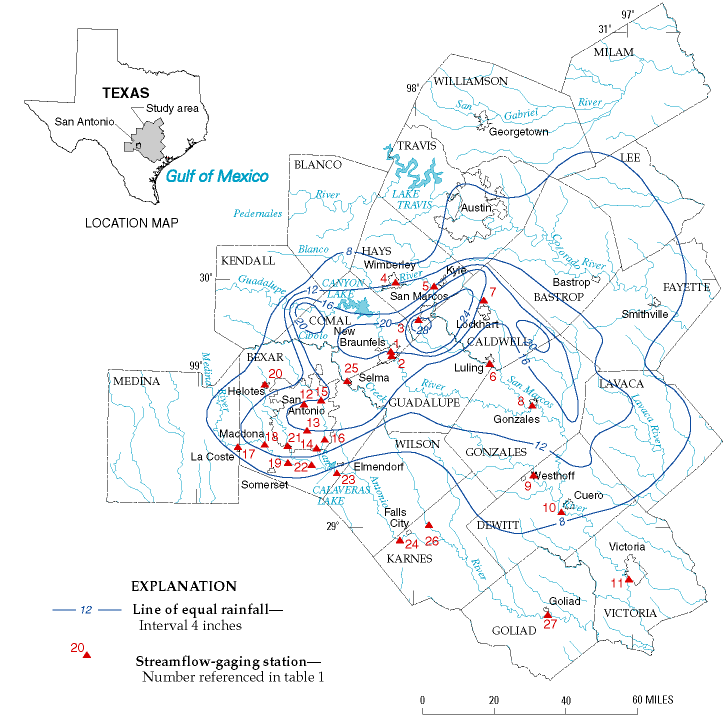
Geschätzte Niederschlagsmengen nach den Angaben des USGS

Die Südtexas-Flut vom Oktober 1998 war ein Hochwasserereignis, dass in den südlichen und südöstlichen Teilen von Texas am Wochenende des 17. und 18. Oktobers 1998 zum Tod von 31 Personen führte – zumeist durch Ertrinken. Betroffen waren vor allem San Antonio und die Gebiete östlich davon. Das Unwetter war eines der schadensreichsten in der aufgezeichneten meteorologischen Geschichte der Vereinigten Staaten. Teilweise wurden Niederschlagsmengen von mehr als 500 mm gemessen und der Sachschaden summierte sich auf mehr als 750 Millionen US-Dollar.

## Meteorologische Beurteilung
Der Sturm entstand, als ein sehr starker Höhentrog von den westlichen Vereinigten Staaten kommend mit warmer, feuchter Luft kollidierte, die seit zwei Tagen über dem Süden von Texas festsaß. An mehreren Orten in dem betroffenen Gebiet lag die Temperatur an diesem Wochenende um 24 °C. Außerdem befand sich in der Nähe das Resttief von Hurrikan Madeline, der sich zuvor im Golf von Kalifornien aufgelöst hatte. Für den 16. Oktober sagte der National Weather Service wesentliche Regenfälle voraus, denen lediglich ein Faktor fehle, um zu einem katastrophalen Regensturm zu werden. Dieser Faktor war eine Kaltfront und eine solche wanderte stetig vom Westen der Vereinigten Staaten heran. Die Meteorologen warnten, dass die Wahrscheinlichkeit einer Flut sehr hoch sei, falls diese Kaltfront zeitgleich mit dem heftigen Regen eintreffen würde. Am 17. Oktober um 3:30 Uhr Central Standard Time gab das Büro des National Weather Service in New Braunfels die Warnung vor Sturzflut für alle Countys im Süden, Mittelsüden und Südosten von Texas aus.
Zwischen Mitternacht und vier Uhr morgens begannen sich einzelne Regenschauergebiete und Gewitter zu bilden, die noch sehr weit vor der sich annähernden Kaltfront lagen. Während der folgenden Stunden organisierte sich der Sturm nicht sehr stark, bis sich über dem nördlichen Teil des Bexar Countys mit der Stadt San Antonio eine Konvektion bildete. Danach entwickelte sich das Unwetter rasch und die Stärke des Systems nahm zu, bis die Kaltfront eintraf. Durch diese Intensivierung verteilt sich die Konvektion schnell über andere Countys, etwa das Travis County, zu dem die Stadt Austin gehört.

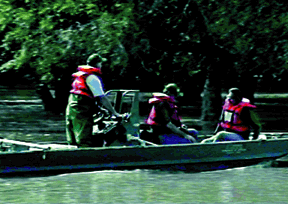
Rettungskräfte überqueren eine überflutete Straße.

 Die Kaltfront traf im Süden und Südosten des Bundesstaates am Samstagabend, dem 17. Oktober 1998 ein. Dadurch intensivierte sich das Gewittersturmgebiet, bis über der gesamten betroffenen Region heftiger Starkregen einsetzte. Der Wasserstand der Flüsse und anderer Wasserflächen schwoll rasch an, darunter waren San Marcos River, Canyon Lake, Guadalupe River und Medina River. Der Regen führte in den verstädterten Gebieten San Antonio und Austin verbreitet zu Sturzfluten. Die heftigen Regenfälle dauerten am 18. Oktober den ganzen Tag an, bis sie endlich nachließen und auf die Küste zu abzogen und schließlich über das Meer gelangten. Sieben verschiedene Einzugsgebiete, die insgesamt eine Fläche von fast 26.000 km² entwässern, waren vom Hochwasser betroffen. An 15 vom United States Geological Survey überwachten Seen und Flüssen verursachte das Regenereignis Rekordwasserstände.

## Auswirkungen

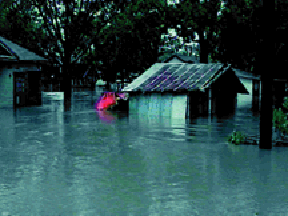
Flutschäden im Süden von Texas

Am stärksten von dem Starkregenereignis betroffen war das verstädterte Gebiet um San Antonio und Austin sowie die umliegenden Vororte. Das Gebiet mit den höchsten Niederschlagsmengen, den größten Hochwasserschäden und den meisten Todesopfern erstreckt sich über die vier Countys Travis Bexar, Guadeloupe und Caldwell, einschließlich der beiden Großstädte San Antonio und Austin. Für einen kleinen Bereich im Caldwell County schätzte der United States Geological Survey die Regenmenge auf etwa 740 mm. Hierzu gehörten auch Lockhart, das durch den San Marcos River überschwemmt wurde, sowie die Orte San Marcos, New Braunfels und Kyle.
| Gewässer                         | Ort des Pegel | Höchstwert | Anmerkungen                                         |
| -------------------------------- | ------------- | ---------- | --------------------------------------------------- |
| Wasserstände der Texas-Flut 1998 |               |            |                                                     |
| Cypress Creek                    | Hockley       | 19,37 m    | Höchstwert seit 1960.                               |
| Onion Creek                      | Driftwood     | 7,60 m     | Höchstwert seit Beginn der Aufzeichnungen.          |
| Sandy Creek                      | Louise        | 7,60 m     | Höchstwert seit Beginn der Aufzeichnungen.          |
| Guadalupe River                  | Louise        | 9,97 m     | Höchstwert seit Beginn der Aufzeichnungen 1915.     |
| Plum Creek                       | New Braunfels | 10,70 m    | Höchstwert seit Beginn der Aufzeichnungen.          |
| Guadalupe River                  | Gonzales      | 15,38 m    | Höchstwert seit Beginn der Aufzeichnungen 1905.     |
| Guadalupe River                  | Cuero         | 15,19 m    | Höchstwert seit Beginn der Aufzeichnungen vor 1900. |
| Guadalupe River                  | Victoria      | 15,19 m    | Höchstwert seit Beginn der Aufzeichnungen vor 1840. |
| San Antonio River                | San Antonio   | 3,79 m     | Höchstwert seit Beginn der Aufzeichnungen.          |
| San Antonio River am Loop 410    | San Antonio   | 11,03 m    | Höchstwert seit Beginn der Aufzeichnungen.          |
| Salado Creek                     | San Antonio   | 7,02 m     | Höchstwert seit Beginn der Aufzeichnungen.          |
| Leon Creek                       | San Antonio   | 8,70 m     | Höchstwert seit Beginn der Aufzeichnungen.          |
| San Antonio River                | Elmendorf     | 19,58 m    | Höchstwert seit Beginn der Aufzeichnungen.          |
| Cibolo Creek                     | Selma         | 10,80 m    | Höchstwert seit Beginn der Aufzeichnungen.          |
| Cibolo Creek                     | Fall City     | 12,20 m    | Höchstwert seit Beginn der Aufzeichnungen.          |
| Kelly (1999), Seite A1-A2        |               |            |                                                     |

## Opfer
31 Personen wurden infolge der Überschwemmungen in neun verschiedenen Countys bei 24 unterschiedlichen Zwischenfällen getötet. 29 dieser Todesfälle wurden direkt, zwei indirekt verursacht. Von den 31 Opfern starben 24 (oder 77 %) durch Ertrinken, wobei 22 dadurch verursacht wurden, dass der Fahrer eines Autos auf einer Straße in Hochwasser fuhr, das durch den Starkregen entstanden war. Es gab 16 unabhängige Zwischenfälle dieser Art, bei vier davon wurden mehrere Personen getötet. An 63 % dieser Zwischenfälle waren Trucks, Kleintransporter oder Sport Utility Vehicle beteiligt. Zu den übrigen Todesursachen zählten drei Fälle von Kreislaufstillstand, drei Fälle von multiplen Traumata und ein Fall von Hypothermie.